# Union démocratique du Cameroun
Pour les articles homonymes, voir UDC et Union démocratique.
L'Union démocratique du Cameroun (UDC, en anglais : Cameroon Democratic Union, CDU) est un parti politique camerounais. Son chef historique est Adamou Ndam Njoya décédée en 2020. Il est remplacé par Hermine Patricia Tomaïno Ndam Njoya, après le vote de la Convention Nationale de l'Union Démocratique du Cameroun le 28-29 octobre 2021.
L'UDC, tout comme le Front social démocrate (SDF), a boycotté l'élection présidentielle camerounaise de 1997.

## Assemblée Constitutive
L’UDC a tenu son Assemblée Constitutive le 22 mars 1991.

## Légalisation
L’Acte de Légalisation va être signé le 26 avril 1991 :  par Adamou Ndam Njoya. Plus d’un mois plus tard, dans un contexte de troubles caractérisés par des revendications des militants qui s’impatientaient d’attendre : marches, villes mortes, arrestations, et même… mort d’homme.

## Fondements Philosophiques et Idéologiques (Article 4 de Statuts)
L’U.D.C a des Idées, des Méthodes de Travail, des Hommes et des Femmes pour faire du Cameroun un Pays Prospère, Fort, Uni, pour faire des Camerounais un Peuple Heureux, pour faire du Cameroun une terre d’Accueil. Pour ces nobles objectifs, ils s' engageons à :
- Œuvrer pour l’expression vivante de la Démocratie Responsabilisant comme voie et moyen permettant aux valeurs et aux richesses de chaque personne de contribuer, à quelque niveau que ce soit, à la construction Nationale et aux règles de l’État de Droit.
- Promouvoir au Cameroun l’établissement d’une Société dans laquelle les Libertés Fondamentales inscrites dans la Constitution, la Déclaration Universelle des Droits de l’Homme et la Charte Africaine sont reconnues et respectées.
- Promouvoir l’Unité Nationale : En favorisant l’Éducation pour tous et en inculquant à tous les Camerounais l’esprit de Fraternité et de Solidarité; En amenant les populations, grâce à l’Éducation Politique et Éthique à être responsable dans la Perception et la réalisation des Droits et Devoirs sociaux et économiques; En reconnaissant les diversités sociales et culturelles propres à la Société Camerounaise et en cultivant une véritable Unité dans la diversité; En consolidant le Bilinguisme qui fait du Cameroun un exemple en Afrique et dans le Monde
- Promouvoir l’établissement au Cameroun d’une Société de Paix, de Tolérance, de Liberté et Justice
- Lutter contre toutes les formes de nomination, de discrimination et d’exploitation des peuples d’où qu’elles viennent, de quelque nature qu’elles soient, politique, économique, sociale, religieuse, culturelle etc.
- Promouvoir l’Unité politique et économique de l’Afrique sur la Base de la Paix, de l’Egalite et de Respect mutuel.
- Œuvrer pour l’avènement d’un nouvel ordre international basé sur la paix, la coopération, l’éthique, et la justice.

## Dévise (Article 5 des Statuts)
Liberté, Justice, Progrès

## Emblême (Article 6 des Statuts)
L’Emblème de l’U.D.C est un GLOBE où le Cameroun se détache dans le fond du Continent Africain en dégageant une Lumière Rayonnante 
Les noix de Kola faisant le tour du Globe. Symbole de l’Amitié, la Fraternité, invitant au partage du fruit du travail bien gagné à la solidarité fonctionnelle et agissante
La Houe qui ressort de ce ensemble appelant à la nécessité de l’Ardeur Permanente au travail et à l’acharnement que l’on doit avoir pour toujours bâtir, rappelant au fait que quel que soit le niveau atteint en science, en technique, en technologie, il est toujours fait appel aux doigts de l’être Humaine, à cet instrument qui a permis à l’Homme de se lancer dans la grande aventure scientifique et technique. On doit toujours cultiver son Jardin ! Et, cela avec sa Houe.

## Couleurs
Bleu, Blanc, Or
Les trois couleurs de l’UDC depuis parlantes sont :
Le Bleu : Couleur du ciel, sérénité inaltérable
Le Blanc : Pureté, transparence, franchise
L’Or : Solidité défiant le temps, les âges, l’espace, et toujours rayonnante

## Slogans, Crédo
UDC ! Transparence. CDU ! Action.
UDC ! Transparence. CDU ! Action.
UDC ! Transparence. CDU ! Peacemaker.
Militants-Responsable Politique-Élu de Mission
Serment démocratique-Engagement Républicain
Savoir
Savoir Faire
Savoir Être
Être et Agir Ensemble
Convergence

## Organisations et Structures

### Au Plan National

#### La Convention Nationale

##### Les différentes conventions nationales tenues
- Ire Convention : La Convention de l’Identité - 2, 3 et 4 décembre 1993 Ngaoundéré
- IIe Convention : La Convention de la Convergence - 15, 16 et 17 février 1997 à Douala
- IIIe Convention : La Convention de l’Éthique 20, 21 et 22 octobre 2000, Palais des Congrès Yaoundé
- IVe Convention : La Convention de la Mobilisation Républicaine - 30 novembre au 2 décembre 2006 au Palais des Congrès à Yaoundé
- Ve Convention : La Convention des Droits et Devoirs Républicains et Citoyens 21, 22, et 23 avril 2011, Palais de Congrès Yaoundé
- VIe Convention : La Convention du Quart de Siècle de Construction et de l’Affirmation de l’Éthique Citoyenne Républicaine Patriote Démocrate : Du Devoir de Mémoire, de la Connaissance et de la Célébration de l’Être Humain » - Palais de Congrès Yaoundé : 9 et 10 mai 2016.
- Thème du 25e Anniversaire SUR LE CHEMIN DES HERITAGES, DU PRESENT, DE L’ENVIRONNEMENT ET DU DEVENIR POUR LE DEVELOPPEMENT HUMANISANT DURABLE.
- VIIe Convention : Convention Nationale du 30e Anniversaire de l’UDC
- Thème : La Nouvelle Ère, Celle de la Liberté, de la Responsabilité, de la Contribution de tous, va et doit commencer : Le Cameroun Par tous les Camerounais et Pour tous les Camerounais 28-29 octobre 2021, Palais des Congrès, 28-29 octobre 2021

##### Le Conseil Exécutif National
- Membres du Bureau Politique ;
- Des Membres du Bureau Exécutif National ;
- Des Président (e)s Départementaux et les Vice-présidents
- De Cinquante (50) Membres qui se sont démarqués, désignés par le Président National.

##### Le Bureau Politique
- Est composé de trente (30) Membres nommés par le Président National.

##### Le Bureau Exécutif National
- Des Vice-Présidents
- Des Secrétaires Nationaux et Adjoints, qui sont à la tête chacun d’un Secrétariat National, responsable d’un ou des domaines d’activités prioritaires de la Vie Nationale et du Parti.

##### Les Secrétariats Nationaux
- le secrétariat national chargé de l’éthique;
- le secrétariat national chargé de la maison de la culture et patrimoine ;
- le secrétariat national chargé des affaires administratives et de l’implantation ;
- le secrétariat national chargé des affaires financières
- le secrétariat national chargé du protocole et de la sécurité ;
- le secrétariat national chargé de la communication ;
- le secrétariat national chargé des questions électorales ;
- le secrétariat national chargé de l'éducation, des enseignements et de la recherche ;
- le secrétariat national chargé des affaires sociales et du genre.
- le secrétariat national chargé de la santé et sport
- le secrétariat national chargé de l’informatisation et des nouvelles technologies
- le secrétariat national chargé de l'économie, de l’environnement et du développement humanisant durable ;
- le secrétariat national chargé des affaires étrangères et de la coopération internationale ;

### Au niveau Communal, Départemental, Régional
- Conférence mixte communale des présidents des comités mixtes départementaux.
- Conférence mixte départementale des présidents des conférences mixtes communales
- Conférence mixte régionale des présidents des conférences mixtes départementales

### Au Plan local
- Comité Mixte de Quartier ou de Village: Organe de l’échelon de Base du Parti ; il couvre un Village ou un Quartier dans Ville.
- Secteur Mixte: Est constitué à partir d’au moins trois (3) Comités Mixtes de Quartier ou de Village ;
- Comité Mixte d’Arrondissement: Est constitué à partir d’au moins trois Secteurs Mixtes de son ressort.
- Comité Mixte Départemental: Est constitué à partir d’au moins trois (3) Comités Mixtes d’Arrondissement de son ressort.

### Organes Annexes
- Coordination Nationale des Jeunes de l’UDC (JUDC)
- Coordination Nationale Association des Femmes UDC (AFUDC)

## Résultats électoraux

### Élections présidentielles
Adamou Ndam Njoya est le candidat du parti aux élections présidentielles de 1992, de 2004 et de 2011. Il y termine respectivement à la 4e, 3e puis 4e place, derrière le RDPC et le SDF et en alternant avec l'ADD.
| Année | Candidat          | 1er tour | 1er tour | 1er tour |
| Année | Candidat          | Voix     | %        | Rang     |
| ----- | ----------------- | -------- | -------- | -------- |
| 1992  | Adamou Ndam Njoya | 107 411  | 3,6      | 4e       |
| 1997  | boycott           | boycott  | boycott  | boycott  |
| 2004  | Adamou Ndam Njoya | 168 318  | 4,48     | 3e       |
| 2011  | Adamou Ndam Njoya | 83 860   | 1,73     | 4e       |
| 2018  | Adamou Ndam Njoya | 61 220   | 1,73     | 5e       |

### Élections législatives
| Année | Voix    | %       | Rang    | Sièges  | Gouvernement |
| ----- | ------- | ------- | ------- | ------- | ------------ |
| 1992  | boycott | boycott | boycott | boycott | boycott      |
| 1997  | 76 644  | 2,6     | 5e      | 5 / 180 | Opposition   |
| 2002  |         |         | 3e      | 5 / 180 | Opposition   |
| 2007  |         |         | 4e      | 4 / 180 | Opposition   |
| 2013  |         |         | 4e      | 4 / 180 | Opposition   |
| 2020  |         |         | 5e      | 4 / 180 | Opposition   |

### Élections sénatoriales
Le parti ne possède pas de siège à l'issue des élections sénatoriales de 2013 et de 2018.